# ナーシル・ウッダウラ
ナーシル・ウッダウラ（ウルドゥー語: ناصر الدولہ, Nasir ud-Daula, 1794年4月25日 - 1857年5月17日）は、インドのデカン地方、ニザーム藩王国（ハイダラーバード藩王国）の第7代君主（ニザーム、在位：1829年 - 1857年）。アーサフ・ジャー4世（Asaf Jah IV）とも呼ばれる。

## 生涯
シカンダル・ジャーの長男だったナーシル・ウッダウラは、父藩王の死後、1829年5月23日に藩王を継いだ。
父シカンダル・ジャーの治世に既に何人かのイギリス軍士官が藩王国で公職を得ていたが、その公職剥奪を決意した。総督であるウィリアム・ベンティンク卿に士官の引き上げを要求し、不承不承ながらも総督に要求を履行させている。
また、新藩王は近代的な国庫歳入システムの導入、不要な中間業者の一掃、藩王国領土内を16行政区に区分、さらに各区に司法機関を設置するなど、藩王国の改革に着手した。
その一方で、首都ハイダラーバードに置かれたイギリス駐屯地の費用負担が藩王国財政に重くのしかかり、次第に財政悪化の道を歩ませてしまう。
1853年5月21日には、イギリス側のインド総督ダルフージーの圧力により、綿花の生産地であるベラール地方を割譲しなければならなかった。
同年8月27日には、イギリスよりのサラール・ジャングが宰相の職に就いたため、藩王国へのイギリスの影響力がさらに強まってしまうなど、結果的に彼の治世は藩王国内へのイギリス進出を決定的にした時期でもあった。
1857年5月17日、ナーシル・ウッダウラは死亡し、息子のアフザル・ウッダウラが藩王位を継承した。インド大反乱が勃発してちょうど1週間後であった。